# Anna Maria Bühler
Anna Maria Bühler (* 4. August 1774 in Domat/Ems, Kanton Graubünden; † 25. November 1854 in Chur) war eine Schweizer Heldin.

## Leben und Werk
Als die französischen Besatzungstruppen im Mai 1799 auf ihrem Rückzug von Chur in Ems vorbeikamen, fiel die Bauerntochter Anna Maria Bühler der Bespannung eines französischen Geschützes, das zurückgeführt werden sollte, in die Zügel und hielt so das Geschütz auf. Die mutige Tat ermöglichte es den nachrückenden Bündner Oberländer Bauern, dieses Geschütz zu erobern. Das Geschehen wurde erstmals 1799 in der Churer Zeitung erwähnt und 1804 behördlich bestätigt. Anna Maria Bühler wurde 1811 in Wien vom Kaiser persönlich empfangen und erhielt eine Belohnung sowie eine lebenslange Pension. Ihre Heldentat wurde in der patriotischen Literatur, Dichtung und Publizistik verarbeitet.

## Weblink
- Adolf Collenberg: Bühler, Anna Maria. In: Historisches Lexikon der Schweiz. 30. Januar 2003.